# Улица Испанских Рабочих
У́лица Испа́нских Рабо́чих (прежнее название Турчаниновская) — улица в жилом районе «Центральный» Железнодорожного административного района Екатеринбурга.

## Происхождение и история названий
Название улице, вероятно, было дано в связи с широкой распространённости фамилии Турчаниновых в Мельковской слободе. Современное название улица получила в честь рабочих — участников становления республиканской власти в Испании .

## Расположение и благоустройство
Улица Испанских Рабочих проходит параллельно улице Свердлова (с севера на юг) от улицы Мельковской до Азина. До 1960-х годов продолжалась от улицы Мельковской до улицы Дзержинского. Улица пересекается с улицей Братьев Быковых. Протяжённость улицы составляет 460 метров. Ширина проезжей части в среднем — шесть-семь метров (по одной полосе в каждую сторону).
На протяжении улицы светофоров и нерегулируемых пешеходных переходов не имеется. С обеих сторон улица оборудована тротуарами.

## История
Улица возникла в 40-х годах XIX века в соответствии с генеральным планом города. Формировалась параллельно Верхотурской улице. Застройка кварталов Турчаниновской улицы окончательно сложилась лишь к концу XIX века. Улица начиналась у реки Мельковки, шла вдоль болота к Мельковской площади и подходила к 4-й Мельковской улице (современная улица Азина).
В основном улица была заселена семьями рабочих с механического завода Ятеса, Екатеринбургской железной дороги, а также ремесленников и отставных солдат. К 1887 году на улице имелось 28 усадеб. В конце XIX века на улице располагалось известное крендельное заведение Г. Т. Зонова, его дом (№ 15) выходил на Мельковскую площадь. К 1913 году на усадьбе Зонова поселилась семья Крутовых, из которой вышла мать известного кинодеятеля Глеба Панфилова.
В настоящее время улица застроена преимущественно многоэтажными жилыми домами с развитыми дворовыми пространствами.

## Транспорт

### Наземный общественный транспорт
Движение наземного общественного транспорта по улице не осуществляется. Ближайшие остановки общественного транспорта — «Азина» и «Дом Музыки», находятся на улице Свердлова.

### Ближайшие станции метро
В 250 м от начала улицы находится станция метро  «Динамо», в 500 м от конца улицы находится станция  «Уральская».